# Šlajmerjev dom
Šlajmerjev dom je stavba na Zaloški cesti 9 v Ljubljani, nekdanji sanatorij, v kateri ima prostore Ortopedska klinika Ljubljana.
Na tem mestu je prvotno stala vila zdravnika Eda Šlajmerja, pionirja sodobne kirurgije na Slovenskem. Od njega jo je leta 1930 odkupilo Trgovsko bolniško in podporno društvo, ki jo je dalo prezidati v sanatorij za zdravljenje svojih članov. Dodatna sredstva sta prispevala Pokojninski zavod za nameščence v Ljubljani in Mestna občina ljubljanska. Takrat največji ljubljanski sanatorij sta projektirala Plečnikova učenca Domicijan Serajnik in Janko Omahen.
Preurejena stavba je bila odprta leta 1932 in Šlajmerju v čast poimenovana Šlajmerjev dom, v njej je bilo 10 sob s 30 bolniškimi posteljami za kirurške in interne bolnike, ki so bili deležni kakovostnejše oskrbe kot v javnih bolnišnicah. Sanatorij je sprejemal tudi zasebne bolnike. Kmalu je postala stavba premajhna, zato so leta 1940 s prizidkom razširili kapaciteto na 100 postelj s kirurškim, otorinolaringološkim, internim in ginekološko-porodniškim oddelkom. Poleg tega je imela stavba rentgenski aparat, prostore za fizioterapijo in razne laboratorije.
Po drugi svetovni vojni je nova oblast objekt nacionalizirala in leta 1947 je prostore Šlajmerjevega doma prevzela Ortopedska klinika.